# AZS Olsztyn (volley-ball masculin)
Maillots
L'AZS UWM Olsztyn est un club de polonais volley-ball fondé en 1950 et basé à Olsztyn (Varmie-Mazurie). Le club, présidé par Tomasz Jankowski, évolue pour la saison 2013-2014 en PlusLiga (plus haut niveau national).

## Palmarès
- Championnat de Pologne (5)
  - Vainqueur : 1973, 1976, 1978, 1991, 1992
  - Finaliste : 1972, 1974, 1977, 1980, 1989, 1993, 2004, 2005
- Coupe de Pologne (7)
  - Vainqueur : 1970, 1971, 1972, 1982, 1989, 1991, 1992
  - Finaliste : 1983, 1990, 2005, 2007
- Coupe des Coupes
  - Finaliste : 1978

## Joueurs et personnalités du club

### Entraîneurs
- 1960-1979 :  Leszek Dorosz
- 1979-1985 :  Andrzej Grygołowicz
- 1990-1993 :  Andrzej Grygołowicz
- 1998-2000 :  Stanisław Iwaniak
- 2000-2001 :  Maciej Tyborowski
- 2001-2002 :  Bogusław Cieciórski
- 2002-2003 :  Wojciech Drzyzga
- 2003-2005 :  Grzegorz Ryś
- 2005-2006 :  Waldemar Wspaniały
- 2006-2008 :  Ireneusz Mazur
- 2008-2010 :  Mariusz Sordyl
- 2010-2011 :  Gheorghe Crețu
- 2011-2012 :  Tomaso Totolo
- 2012-2013 :  Radosław Panas
- 2013-2014 :  Krzysztof Stelmach
- 2014-2017 :  Andrea Gardini
- 2017-2018 :  Roberto Santilli
- 2018-2019 :  Michał Mieszko Gogol
- 2019-2020 :  Paolo Montagnani
- 2020-2021 :  Daniel Castellani
- 2021 :  Marco Bonitta
- 2021- :  Carlos Weber

### Joueur emblématiques
| - Zbigniew Lubiejewski - Mirosław Rybaczewski - Maciej Tyborowski - Stanisław Iwaniak - Stanisław Zduńczyk | - Leszek Urbanowicz - Ireneusz Nalazek - Arkadiusz Wiśniewski - Witold Roman - Mariusz Sordyl | - Mariusz Szyszko - Donald Suxho - Łukasz Kadziewicz - Piotr Gruszka - Mark Siebeck | - Michał Bąkiewicz - Paweł Papke - Richard Lambourne - Sinan Cem Tanık - Björn Andrae | - Wojciech Grzyb - Paweł Zagumny - Grzegorz Szymański - Olli Kunnari |